# 조상경 (경기도 유형문화재 제217호)
조상경造像經)은 대한민국 경기도 고양시 일산서구 탄현동에 있는, 조선시대 승려인 지탁이 찬집한 1권 1책의 불교의식집이다. 2009년 2월 9일 경기도의 유형문화재 제217호로 지정되었다.

## 개요
조선시대 승려인 지탁이 찬집한 1권 1책의 불교의식집으로 여러 경전에 산재해 있는 불보살상의 조성에 대한 제반 의식과 절차에 관한 내용을 모아 체계화한 책이다. 한편 각 의식 절차를 설명하고 의식의 내용에 따른 의의를 부연하였으며, 이를 행할 때 외우는 주문의 경우 범어·한문·한글을 병기하여 누구나 쉽게 접할 수 있도록 한 점이 특징이다.

## 참고 문헌
- 조상경 - 국가유산청 국가유산포털